# Guwo (Tlogowungu)
Guwo is een bestuurslaag in het regentschap Pati van de provincie Midden-Java, Indonesië. Guwo telt 3538 inwoners (volkstelling 2010).